# Andrés Felipe Ortiz
Andrés Felipe Ortiz (Medellín, Antioquia, Colombia; 20 de marzo de 1987) es un exfutbolista colombiano. Jugaba como defensor. Paso por el Independiente Medellín, Itagüí Ditaires, Real Cartagena y Parrillas One además jugó en el año 2007 con la Selección de fútbol sub-17 de Colombia.

## Legado deportivo
Es primo de los hermanos "Ganiza" Ortiz (Carlos y Juan) también exfutbolistas de gran trayectoria en el FPC.

## Clubes
| Club                   | País                | Año                 | PJ  | Goles |
| ---------------------- | ------------------- | ------------------- | --- | ----- |
| Independiente Medellín | Colombia            | 2006 - 2012         | 100 | 1     |
| Real Cartagena         | Colombia            | 2013                | 2   | 0     |
| Itagüí Ditaires        | Colombia            | 2014                | 9   | 0     |
| Jaguares de Córdoba    | Colombia            | 2014                | 4   | 0     |
| Parrillas One          | Honduras            | 2015                | 6   | 0     |
| Total en su carrera    | Total en su carrera | Total en su carrera | 121 | 1     |

### Selección nacional
| Selección       | Año             | Amistosos | Amistosos | Campeonato Sudamericano | Campeonato Sudamericano | Eliminatorias Mundialistas | Eliminatorias Mundialistas | Copa Mundial | Copa Mundial | Total | Total |
| Selección       | Año             | Part.     | Goles     | Part.                   | Goles                   | Part.                      | Goles                      | Part.        | Goles        | Part. | Goles |
| --------------- | --------------- | --------- | --------- | ----------------------- | ----------------------- | -------------------------- | -------------------------- | ------------ | ------------ | ----- | ----- |
| Sub-20          | 2007            | 1         | 0         | 2                       | 0                       | --                         | --                         | --           | --           | 3     | 0     |
| Total Selección | Total Selección | 1         | 0         | 2                       | 0                       | 0                          | 0                          | 0            | 0            | 3     | 0     |